# Nympharescus
Nympharescus es un género de escarabajos  de la familia Chrysomelidae. En 1905 Weise describió el género. Se alimentan de especies de Heliconiaceae; se los suele encontrar en las inflorescencias.

## Descripción
Cuerpo alargado, con bordes paralelos, color amarillo o rojo con marcas negras variables. Antenas de once segmentos.

## Distribución
Colombia, Ecuador y Perú.

## Especies
Contiene las siguientes especies:
- Nympharescus albidipennis Weise, 1910
- Nympharescus emarginatus Weise, 1910
- Nympharescus oculletus Weise, 1910
- Nympharescus proteus Weise, 1913
- Nympharescus separatus (Baly, 1858)
- Nympharescus turbatus Weise, 1913